# ۲۰۰۱ دیوانه: میدان فریادها
۲۰۰۱ دیوانه؛ میدان فریادها (انگلیسی: 2001 Maniacs: Field of Screams) یک فیلم کمدی ترسناک آمریکایی محصول سال ۲۰۱۰ به نویسندگی و کارگردانی تیم سالیوان است. این دنباله‌ای بر فیلم قبلی او ۲۰۰۱ دیوانه می‌باشد. داستان و شخصیت‌ها بر اساس فیلم اصلی دوهزار دیوانه! ساخته شده‌است. بیل مسلی، لین شی، کریستا کمبل، آندریا لئون و نیوک اوگر در این فیلم به ایفای نقش پرداخته‌اند.
این فیلم اولین نمایش خود را در ایالات متحده در ۲۹ آوریل ۲۰۱۰ داشت.

## پاسخ انتقادی
اسکات واینبرگ این فیلم را را اینگونه توصیف کرد: «فیلمی که مطلقاً معنی ندارد، داستان واقعی ندارد و مملو از جوک‌هایی است که به نظر می‌رسد صرفاً خشن و توهین آمیز باشد تا خنده دار».